# Apfelstrudel
Apfelstrudel, äppelstrudel är ett österrikiskt bakverk bestående av mycket tunn vetedeg, till exempel smördeg eller mördeg, och äppelfyllning.
Bortsett från skalade äpplen som antingen skivas eller rivs, består fyllningen vanligtvis av mörka russin, malen kanel och strösocker. Även rostat ströbröd tillsätts ibland. Vid andra varianter på äppelfyllningen tillsätts det bland annat rom, mandlar, (val)nötter eller rivet citronskal.
Äppelstrudeln kan serveras varm eller kall. Oftast siktas florsocker över den färdiga strudeln. Ibland serveras äppelstrudeln med vaniljglass eller vispgrädde; dock motsvarar detta inte det traditionella österrikiska sättet.